# Garckea flexuosa
Garckea flexuosa là một loài rêu trong họ Ditrichaceae. Loài này được Griff. Margad. & Nork. mô tả khoa học đầu tiên năm 1973.